# Église-Neuve-de-Vergt
Église-Neuve-de-Vergt (tiếng Occitan là Gleisa Nueva de Vern) là một xã của Pháp, nằm ở tỉnh Dordogne trong vùng Aquitaine của Pháp.

## Thông tin nhân khẩu
| Năm    | 1962 | 1968 | 1975 | 1982 | 1990 | 1999 | 2004 |
| ------ | ---- | ---- | ---- | ---- | ---- | ---- | ---- |
| Dân số | 217  | 250  | 272  | 272  | 307  | 326  | 333  |